# Caprona adelica
Caprona adelica är en fjärilsart som beskrevs av Karsch 1892. Caprona adelica ingår i släktet Caprona och familjen tjockhuvuden. Inga underarter finns listade i Catalogue of Life.